# 醍醐站 (京都府)

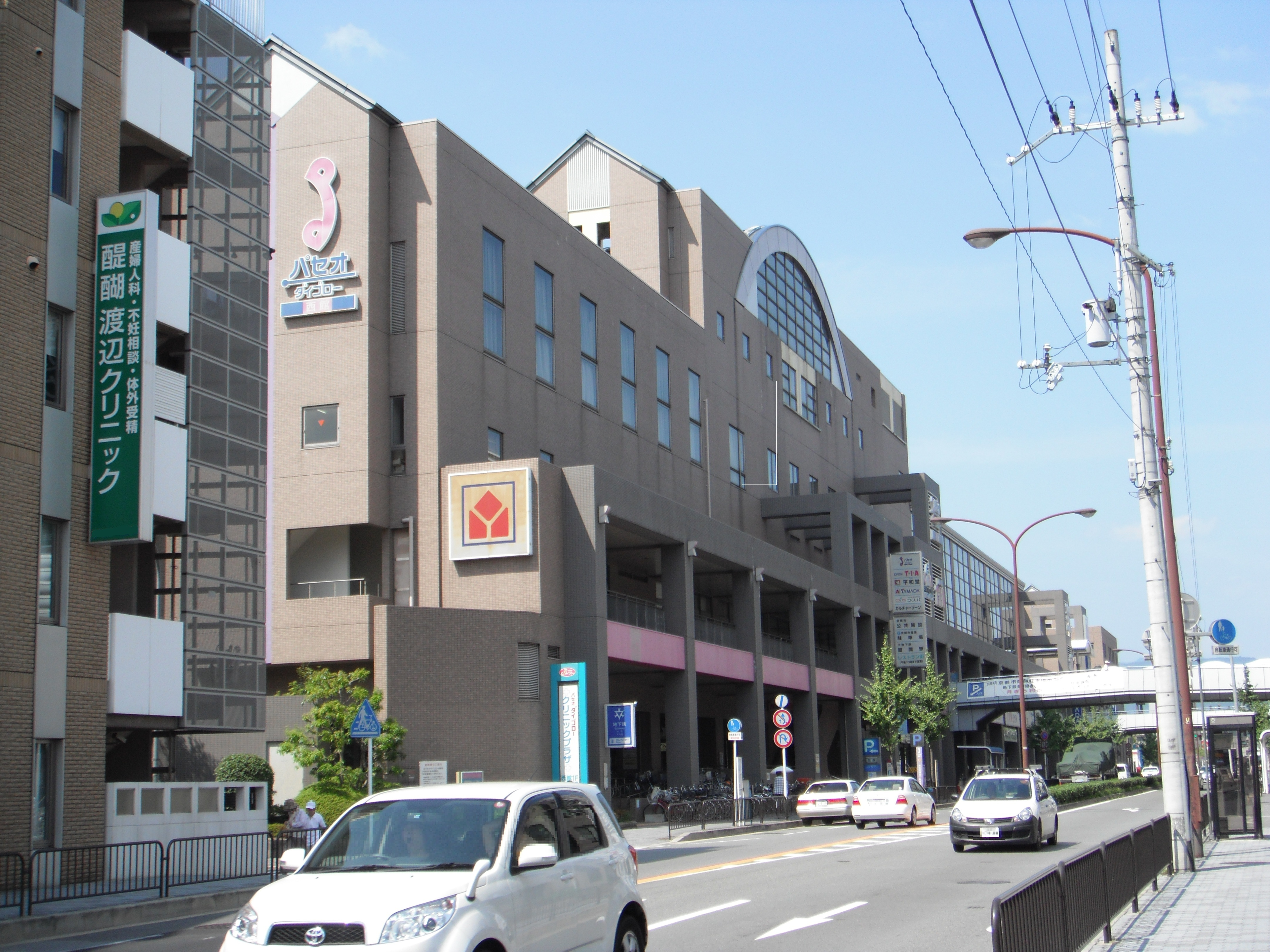
Paseo醍醐西館

醍醐站（日语：／ Daigo eki */?）是一個位於日本京都府京都市伏見區醍醐高畑町，屬於京都市營地下鐵東西線的鐵路車站。車站編號是T03。

## 歷史
- 1997年（平成9年）10月12日 - 京都市營地下鐵東西線在此站至二條站開業之際，設置為該線的起點站[1]。
- 2004年（平成16年）11月26日 - 東西線延伸至六地藏站，成為中途站[1]。

## 車站構造
1面2線的島式月台，設有月台閘門。東西線車站都制定有車站顏色，此站的顏色是櫻色。

### 月台配置
| 月台 | 路線   | 方向 | 目的地               |
| ---- | ------ | ---- | -------------------- |
| 1    | 東西線 | 下行 | 山科、太秦天神川方向 |
| 2    | 東西線 | 上行 | 往六地藏             |

## 利用狀況
開業後，上下車人次有漸減傾向。
1日平均上車人次與1日平均上下車人次推移如下述。
| 年度   | 上車人次 | 上下車人次 |
| ------ | -------- | ---------- |
| 2003年 | 7,307    | 14,444     |
| 2004年 | 7,216    | 14,264     |
| 2005年 | 6,550    | 12,873     |
| 2006年 | 6,588    | 13,099     |
| 2007年 | 6,615    | 13,073     |
| 2008年 | 6,671    | 13,291     |
| 2009年 | 6,360    | 12,696     |
| 2010年 | 6,166    | 12,666     |
| 2011年 | 6,272    | 12,476     |
| 2012年 | 6,209    | 12,351     |
| 2013年 | 6,100    | 12,135     |
| 2014年 | 6,162    | 12,259     |
| 2015年 | 6,184    | 12,302     |
| 2016年 | 6,181    | 12,295     |

## 相鄰車站
京都市交通局（京都市營地下鐵）
 東西線
石田（T02）－醍醐（T03）－小野（T04）

## 外部連結
- 醍醐站 （页面存档备份，存于） - 京都市交通局